# Шмуттер
Шмуттер (нем. Schmutter) — река в Германии, правый приток Дуная, протекает по Швабии (земля Бавария). Речной индекс 1194. Площадь бассейна реки составляет 505,96 км². Длина реки 95,64 км. Высота истока 603 м. Высота устья 395 м.
Шмуттер берёт начало в коммуне Этринген. Впадает в Дунай близ Донаувёрта.
Протекает через города Фишах, Нойзес, Габлинген и Мертинген.
Система водного объекта: Дунай → Чёрное море